# Truchtersheim
Truchtersheim is een gemeente in het Franse departement Bas-Rhin in de regio Grand Est en telde op  	1 januari 2022 4.328 inwoners.
De plaats maakt deel uit van het kanton Bouxwiller in het arrondissement Saverne. Tot 1 januari 2015 was het de hoofdplaats van het kanton Truchtersheim in het arrondissement Strasbourg-Campagne, die op die dag beide werden opgeheven. Op 1 januari 2016 werd de aangrenzende gemeente Pfettisheim aangehecht.

## Geografie
De oppervlakte van Truchtersheim bedroeg op 1 januari 2022 14,76 vierkante kilometer; de bevolkingsdichtheid was toen 293,2 inwoners per km². 

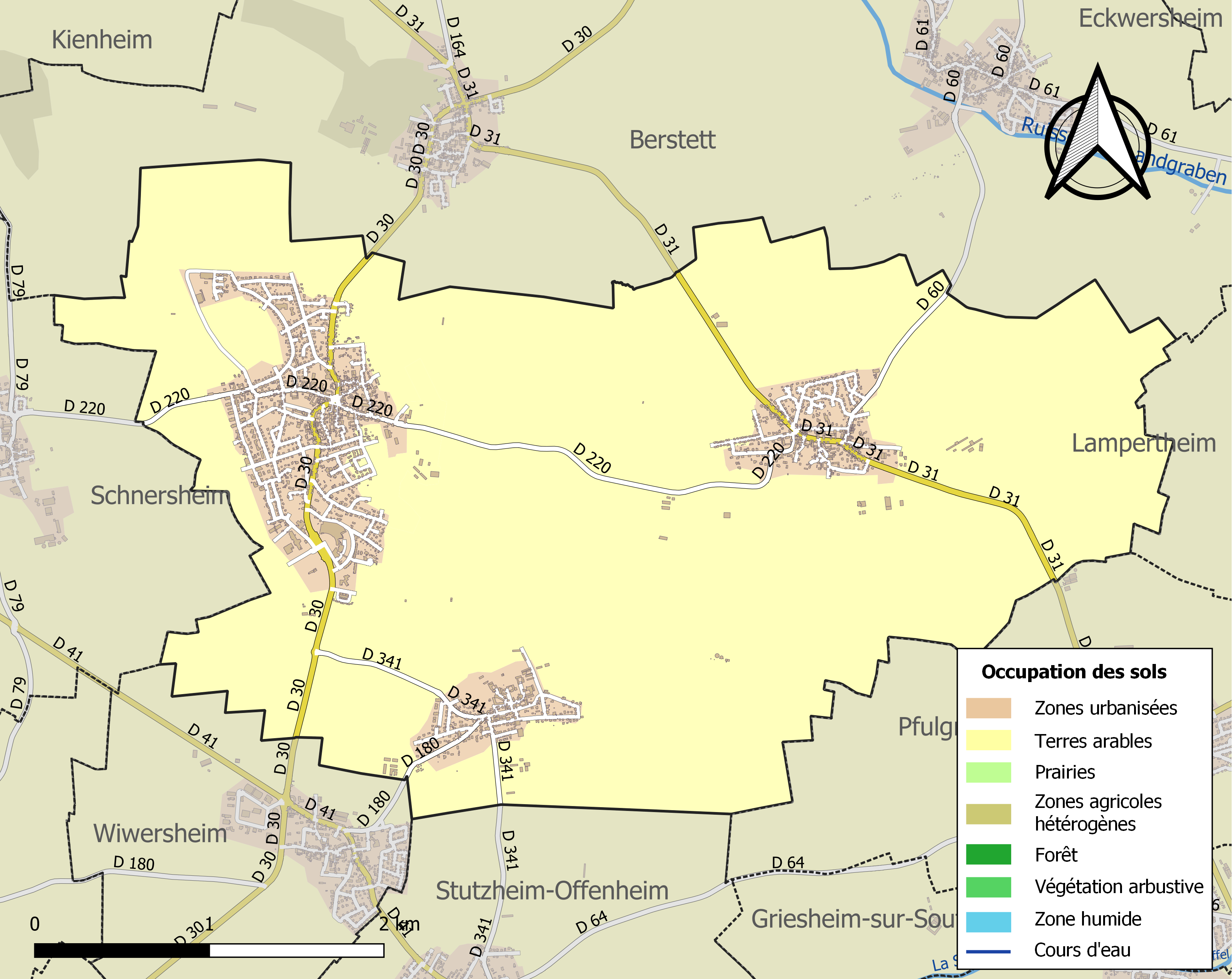
Kaart van de gemeente met de belangrijkste infrastructuur, bodemgebruik en omliggende gemeenten

## Demografie
Onderstaande figuur toont het verloop van het inwonertal (bron: INSEE-tellingen).

## Evenementen en feesten in Truchtersheim
- eerste zondag na 15 augustus: Messti van het dorp.